# 1982 في كوستاريكا
فيما يلي قوائم الأحداث التي وقعت خلال عام 1982 في كوستاريكا.

## سياسة

### تعيين في المنصب
- 8 مايو – لويس البرتو مونج رئيس كوستاريكا.

### انتهاء فترة المنصب
- 8 مايو – رودريغو كارازو أوديو رئيس كوستاريكا.

## مواليد

### مارس
- 25 مارس – ألفارو سابوريو لاعب كرة قدم كوستاريكي.

### أبريل
- 9 أبريل – كارلوس هرنانديز لاعب كرة قدم كوستاريكي.
- 24 أبريل – باتريك بيمبرتون لاعب كرة قدم كوستاريكي.

### يوليو
- 16 يوليو – مايكل أومانيا لاعب كرة قدم كوستاريكي.

### أغسطس
- 21 أغسطس – روي ميري لاعب كرة قدم كوستاريكي.

## وفيات

### نوفمبر
- 8 نوفمبر – كورينا رودريغيز لوبيز (مواليد 1895)